# NOc Almirante Câmara (H-41)
O NOc Almirante Câmara foi um navio de pesquisa oceanográfica da Classe Robert D. Conrad da Marinha do Brasil, de 1974 a 2003.

## História

### Construção
O Almirante começou a ser construído em 23 de agosto de 1962 pela Marietta Manufacturing Co. de Point Pleasant, Virgínia Ocidental, com casco número 911, o primeiro de três navios desse tipo feitos para a Marinha dos Estados Unidos pelo construtor. O navio foi lançado em 14 de setembro de 1963, sendo patrocinado pela Miss Priscilla G. Sands, aceito pela Marinha e colocado em serviço no então Serviço de Transporte Marítimo Militar (MSTS) em 2 de fevereiro de 1965, com o mestre e capitão George W. Fladerer no comando do navio.

### Marinha dos Estados Unidos
Tripulado por uma equipe do Serviço Civil, o USNS Sands foi operado no Oceano Atlântico pelo Comando Militar de Transporte Marítimo (anteriormente MSTS) para o Escritório Oceanográfico Naval. O navio era operado por esse escritório como um dos navios "Navy Pool", para os quais o escritório coordenava o uso pelos laboratórios, universidades e organizações de pesquisa da Marinha com contratos da mesma para diversos projetos.
Até ser colocado fora de serviço, em reserva, em abril de 1973, o Sands realizou pesquisas geofísicas oceanográficas e marinhas e conduziu experimentos em propagação de som subaquático. Por exemplo, no início dos anos 70, o Sands plantou grandes arranjos acústicos verticais no subsolo no Atlântico tropical. Essas matrizes eram únicas por terem recursos de gravação de longo prazo, permitindo a coleta de dados acústicos por vários meses; e para o primeiro uso do então novo material Kevlar como membro de resistência das matrizes. Verificou-se que o Kevlar, criado pela DuPont para uso como cabos em pneus para veículos, possuía características de alongamento que correspondiam às dos fios condutores de cobre embutidos em uma matriz. (Considerando que um material como o dacron pode se esticar até 50% antes da ruptura, os limites do Kevlar se estendem para 2% antes da falha. Isso reduziu muito as tensões longitudinais nos fios de cobre e permitiu o posicionamento vertical preciso dos hidrofones na corda vertical.) O Sands durante esse período, também realizou viagens de coleta de dados acústicos na área em torno de Malta e no baixo mar Adriático. O Sands foi colocado fora de serviço em 1973.

### Marinha do Brasil
Em 1 de julho de 1974, o navio foi alugado pela Marinha do Brasil e renomeado para Almirante Camara, em homenagem a um grande apoiador da hidrografia brasileira, o almirante Antônio Alves Câmara Júnior, e colocado em serviço sob o comando do capitão Fernando Carlos Catta Preta Baumeir. Em 1990, foi assinado um contrato de compra do navio pelo Brasil no final do alugamento. A compra foi efetivada no âmbito do Programa de Assistência à Segurança, em 5 de dezembro de 1990.
O Almirante Camara se envolveu em pesquisas no Atlântico Sul para o Brasil, incluindo operações internacionais com navios de pesquisa e hidrografia da Marinha dos Estados Unidos, como o Hayes e o Robert D. Conrad, e em apoio ao Programa Antártico Brasileiro. O Almirante Camara foi descomissionado em 7 de agosto de 2003 em uma cerimônia na Base Naval, no Rio de Janeiro e, posteriormente, vendido em leilão em 2004.